# Darien (Wisconsin)
Pour les articles homonymes, voir Darien.
Darien est un village du comté de Walworth, dans l'État du Wisconsin, aux États-Unis. En 2020, il comptait une population de 1 573 habitants.